# Единен европейски акт
Единният европейски акт (на английски: Single European Act, SEA) е първата основна ревизия на Договорите от Рим от 1957 г. за създаване на Европейската икономическа общност (ЕИО) и Европейската общност за атомна енергия (известна като ЕВРАТОМ).
През 1980-те години между страните-членки на Европейската общност се натрупва голямо недоволство. Лидерите на икономическите и политическите елити в тези страни настояват да се хармонизират законодателствата, за да се избегнат противоречията в общата европейска политика. Учредена е комисия, която да анализира дали е възможен общ пазар в Европа и какви мерки трябва да се вземат, за да бъде постигнат той. Предложенията, с които комисията излиза, поставят основите на Единния европейски акт (ЕЕА).
Целта му е да отстрани съществуващите бариери между страните, да подобри хармонизацията и така да повиши конкурентоспособността на европейските страни. ЕЕА прави реформи в оперативните процедури на институциите на ЕО и разпростира гласуването с квалифицирано мнозинство над нови области. Поставена е целта до 1992 г. да започне да функционира единният вътрешен пазар.
С акта също официално се лансира концепцията за Европейското политическо сътрудничество, която е предшественик на появилата се впоследствие Обща политика на външните работи и сигурността на Европейския съюз.
Актът е подписан в Люксембург на 17 февруари 1986 г. и в Хага на 28 февруари 1986 г. Влиза в сила от 1 юли 1987 г.